# Eduard von Steinle

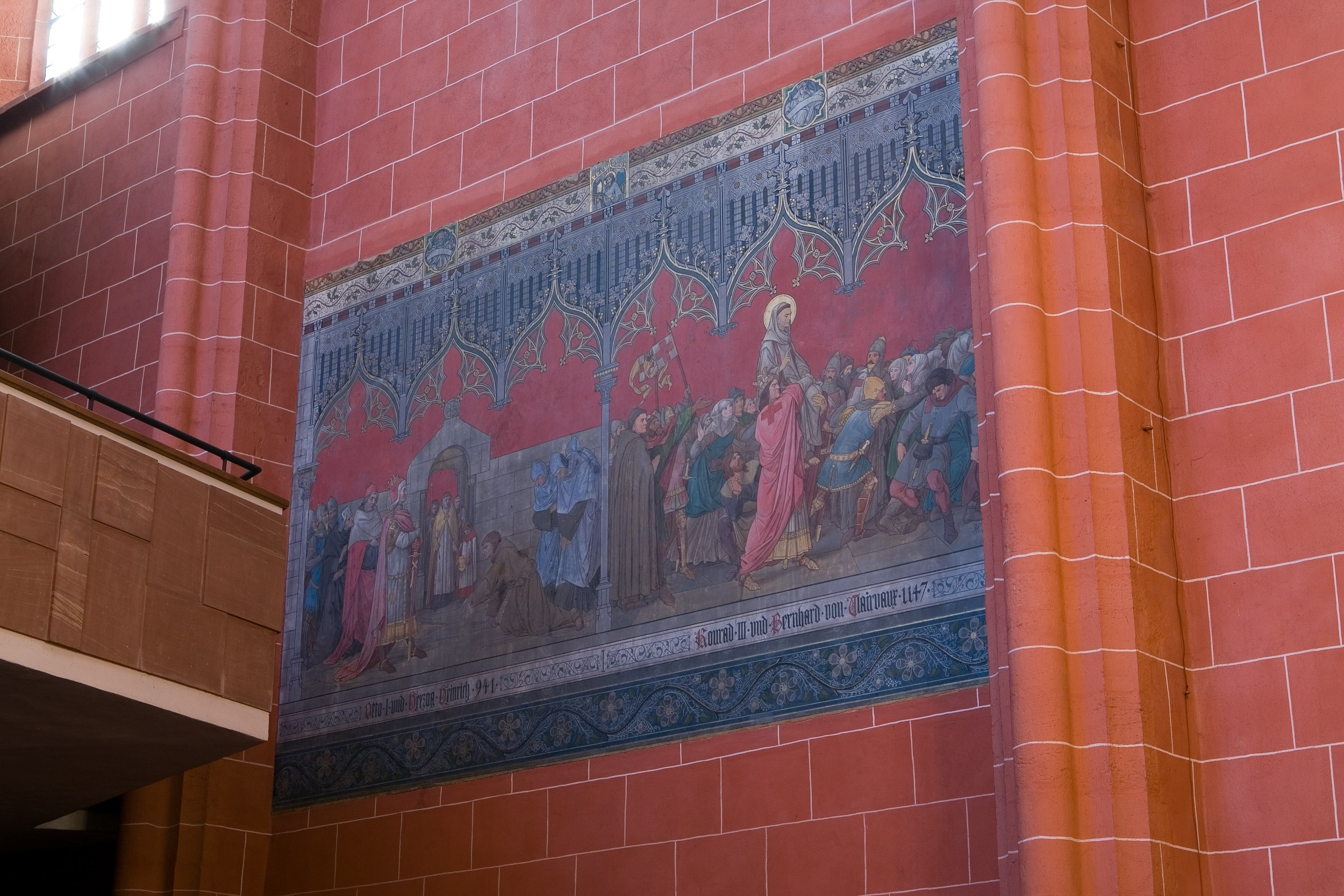
A frankfurti dóm falán található festménye

Eduard Jakob von Steinle (Bécs, 1810. július 2. – Frankfurt am Main, 1886. szeptember 19.) osztrák festő. 

## Élete
Bécsben Leopold Kupelwieser tanítványa volt. 1828-ban Rómába ment és ott Johann Friedrich Overbeck és Philipp Veit köréhez csatlakozott, azután Bécsben tartózkodott, később Majna-Frankfurtba költözött, ahol 1850-ben a Städel-féle intézet tanára lett. Az úgynevezett nazarénusok irányát leginkább falfestményeiben követte. Freskóképeket készített a kölni dóm szentélyében, a frankfurti császárteremben, a münsteri Szent Egyed-templomban, a kölni Wallzaf-Richartz múzeum lépcsőházában, az aacheni Mária-templom és a strasbourgi székesegyház szentélyében és nagy terveket készített a frankfurti székesegyház kifestéséhez. Tehetsége különösen szeretetreméltóan nyilatkozik a Grimm meséihez és Clemens Brentano Chronica des fahrenden Schülers és Märchen vom Rhein und dem Müller Radlauf című romantikus elbeszéléseihez készített akvarellképeiben.